# Home for the Holidays
Home for the Holidays es una película de 1995 dirigida por Jodie Foster y producida por Peggy Rajski y Jodie Foster. El guion fue por W. D. Richter basado en el cuento corto por Chris Radant. La música fue por Mark Isham y la fotografía por Lajos Koltai.
La película es interpretada por Holly Hunter, Robert Downey Jr., Anne Bancroft, Charles Durning, Dylan McDermott, Geraldine Chaplin, Steve Guttenberg, Cynthia Stevenson con Claire Danes, Austin Pendleton y David Strathairn.

## Elenco
- Holly Hunter como Claudia Larson.
- Robert Downey Jr. como Tommy Larson.
- Anne Bancroft como Adele Larson.
- Claire Danes como Kitt Larson.
- Charles Durning como Henry Larson.
- Dylan McDermott como Leo Fish.
- Geraldine Chaplin como Tía Glady.
- Steve Guttenberg como Walter Wedman.
- Cynthia Stevenson como Joanne Larson Wedman.
- David Strathairn como Russell Terziak.

## Producción
El guionista W. D. Richter adaptó una historia corta por Chris Radant que apareció en un periódico de Boston.

## Banda sonora
1. Rusted Root - "Evil Ways" 4:03
2. Mark Isham - "Holiday Blues" 4:46
3. Nat King Cole - "Candy" 3:51
4. Tom Jones - "It's not Unusual" 2:01
5. Mark Isham - "Blue Nights" 9:25
6. Mark Isham - "Birth of the Cool Whip" 2:53
7. Dinah Washington - "Trouble in Mind" 2:50
8. Mark Isham - "Late Night Blues" 4:59
9. Mark Isham - "Medley of the Very Thought of You/With Us Alone" 2:42
10. Ray Noble - "The Very Thought of You" 4:25
11. Nat King Cole - "The Very Thought of You" 3:47
12. Janis Joplin - "Piece of My Heart" 4:14